# Tottenham Court Road metróállomás
A Tottenham Court Road a londoni metró egyik állomása az 1-es zónában, a Central line és a Northern line érinti.

## Története
Az eredeti állomást 1900. július 30-án adták át a Central London Railway részeként. 1907. június 22-én az ezt a vonalat keresztező Charing Cross, Euston & Hampstead Railway megállóját is átadták Oxford Street névvel. 1908. szeptember 3-án megnyílt a két állomás közötti gyalogos átjáró, ekkortól mind két állomás Tottenham Court Road néven üzemel.

## Forgalom
| Járat | Útvonal | Gyakoriság     |
| ----- | --- | -------------- |
|       | (Epping és Hainault felől –) Leytonstone – Leyton – Stratford – Mile End – Bethnal Green – Liverpool Street – Bank – St. Paul’s – Chancery Lane – Holborn – Tottenham Court Road – Oxford Circus – Bond Street – Marble Arch – Lancaster Gate – Queensway – Notting Hill Gate – Holland Park – Shepherd’s Bush – White City (– tovább Ealing Broadway és West Ruislip felé) | 2-3 percenként |
|       | (High Barnet és Edgware felől –) Camden Town – Mornington Crescent – Euston – Warren Street – Goodge Street – Tottenham Court Road – Leicester Square – Charing Cross – Embankment – Waterloo – Kennington (– néha tovább Morden felé) | 3 percenként   |

## Átszállási kapcsolatok
| Állomás              | Átszállási kapcsolatok                      |
| -------------------- | ------------------------------------------- |
| Tottenham Court Road | Helyi buszok (Tottenham Court Road Station) |

## Fordítás
- Ez a szócikk részben vagy egészben  a   Tottenham Court Road tube station című angol Wikipédia-szócikk fordításán alapul.  Az eredeti cikk szerkesztőit annak laptörténete sorolja fel. Ez a jelzés csupán a megfogalmazás eredetét és a szerzői jogokat jelzi, nem szolgál a cikkben szereplő információk forrásmegjelöléseként.